# هلفرسکیرشن
هلفرسکیرشن (به آلمانی: Helferskirchen) یک شهر در آلمان است که در وستروالدکرایس واقع شده‌است.